# Eucalyptus herbertiana
Eucalyptus herbertiana är en myrtenväxtart som beskrevs av Joseph Henry Maiden. Eucalyptus herbertiana ingår i släktet Eucalyptus och familjen myrtenväxter. Inga underarter finns listade i Catalogue of Life.